# Stacey McClean
Stacey McClean est une chanteuse anglaise née le 17 février 1989 à Blackpool (Angleterre).

## Biographie
Elle participe en 2001 à S club Search et a été choisie pour former le groupe S club Juniors devenu S Club 8. En 2002 elle fait la première partie des S Club 7, puis enchaîne les succès avec des titres tels que One Step Closer, New Direction, Puppy Love et Sundown, Don't Tell Me You're Sorry en tant cette fois qu'S Club 8. En 2004, le groupe joue dans la série Idream tournée à Barcelone, et se sépare quelques mois plus tard.
En 2007, Stacey enregistre le titre dance I See You qui sortira sur l'album Club Land en 2008.
Même si Stacey reste discrète sur sa future carrière, elle travaille beaucoup et saura comme toujours nous surprendre...
En 2009, elle participe à l'émission X FACTOR. Elle ira jusqu'à Dubaï avec sa mentor Dannii Minogue et contre toute attente ne sera pas choisie pour aller au Prime. Battante et passionnée, Stacey ne désespère pas et enregistre en 2010 le titre Wanna Be Free uniquement disponible sur son myspace officiel ou sur YouTube. 
En 2011, elle est recrutée avec d'autres artistes issus de télé réalité Anglaise comme X Factor ou Britain's Got Talent, pour monter une comédie musicale sur le thème de la série américaine à succès Glee. Elle part donc à partir du 28 janvier pour une tournée de 6 mois autour du Royaume-Uni appelée "G*Mania Stars".

## Discographie de S Club 8

### Albums
| Année | Album details                                                       | Peak chart positions | Peak chart positions | Certifications (sales thresholds) |
| Année | Album details                                                       | UK ,                 | IRE ,                | Certifications (sales thresholds) |
| ----- | ------------------------------------------------------------------- | -------------------- | -------------------- | --------------------------------- |
| 2002  | Together - Released: 21 October 2002 - Label: Polydor - Formats: CD | 5                    |                      | - UK: x2 Platinum                 |
| 2003  | Sundown - Released: 13 October 2003 - Label: Polydor - Formats: CD  | 13                   |                      |                                   |